# Prix de la Ville du Mont Pujols
Le Prix de la Ville du Mont Pujols, créé en 1989 est une course cycliste féminine qui se tient tous les ans en France depuis 1996. La course s'est appelée Ronde du Mont Pujols jusqu'en 2003
Elle est une épreuve de la Coupe de France féminine depuis 2001.

## Palmarès
| Année     | Vainqueur               | Deuxième                  | Troisième                 |
| --------- | ----------------------- | ------------------------- | ------------------------- |
| 1989      | Sylvie Muguet           | Nancy Walker              |                           |
| 1996      | Ragnhild Kostol-Haug    | Jeannie Longo             | Élisabeth Chevanne-Brunel |
| 1997      | Delphine Bézille        | Stéphanie Terrasson       | Isabelle Verger-Nicoloso  |
| 1998      | Laurence Restoin        | Wenche Stensvold          | Isabelle Verger-Nicoloso  |
| 1999      | Béatrice Thomas         | Élisabeth Chevanne-Brunel | Laurence Restoin          |
| 2000      | Jeannie Longo           | Laurence Restoin          | Danielle Moore            |
| 2001      | Magali Le Floc'h        | Sophie Creux              | Karine Dalmais            |
| 2002      | Virginie Moinard        | Aline Camboulive          | Sophie Creux              |
| 2003      | Zlatica Gavláková       | Marion Clignet            | Delphine Guille           |
| 2004      | Magali Le Floc'h        | Zlatica Gavláková         | Sonia Huguet              |
| 2005      | Magali Le Floc'h        | Magali Finot              | Larissa Kleinmann         |
| 2006      | Magali Mocquery         | Nikki Egyed               | Pascale Jeuland           |
| 2007      | Magali Mocquery         | Karine Gautard            | Laurence Leboucher        |
| 2008      | Béatrice Thomas         | Christel Ferrier-Bruneau  | Maryline Salvetat         |
| 2009      | Sophie Creux            | Pascale Jeuland           | Amélie Rivat              |
| 2010      | Pauline Ferrand-Prévot  | Sandrine Bideau           | Audrey Cordon             |
| 2011      | Magdalena de Saint-Jean | Edwige Pitel              | Béatrice Thomas           |
| 2012      | Andrea Graus            | Aude Biannic              | Audrey Cordon             |
| 2013      | Élodie Hegoburu         | Véronique Labonté         | Alexia Muffat             |
| 2014      | Amélie Rivat            | Manon Souyris             | Marion Sicot              |
| 2015      | Daniela Reis            | Sandrine Bideau           | Manon Souyris             |
| 2016      | Daniela Reis            | Léna Gerault              | Pauline Clouard           |
| 2017      | Jade Wiel               | Ophélie Fenart            | Maëlle Grossetête         |
| 2018      | Morgane Coston          | Cédrine Kerbaol           | Marion Sicot              |
| 2019-2023 | non disputé             | non disputé               | non disputé               |
| 2024      | Chloé Schoenenberger    | Sarah Pope                | Ilona Feytou              |
| 2025      | Ema Comte               | Noémie Abgrall            | Solène Muller             |